# 米兴多夫
米兴多夫（德語：Michendorf）是德国勃兰登堡州的一个市镇，隶属于波茨坦-米特尔马克县。总面积为68.7平方千米，截至2020年总人口为13134人。